# Heilig-Sacramentskerk (Berchem)

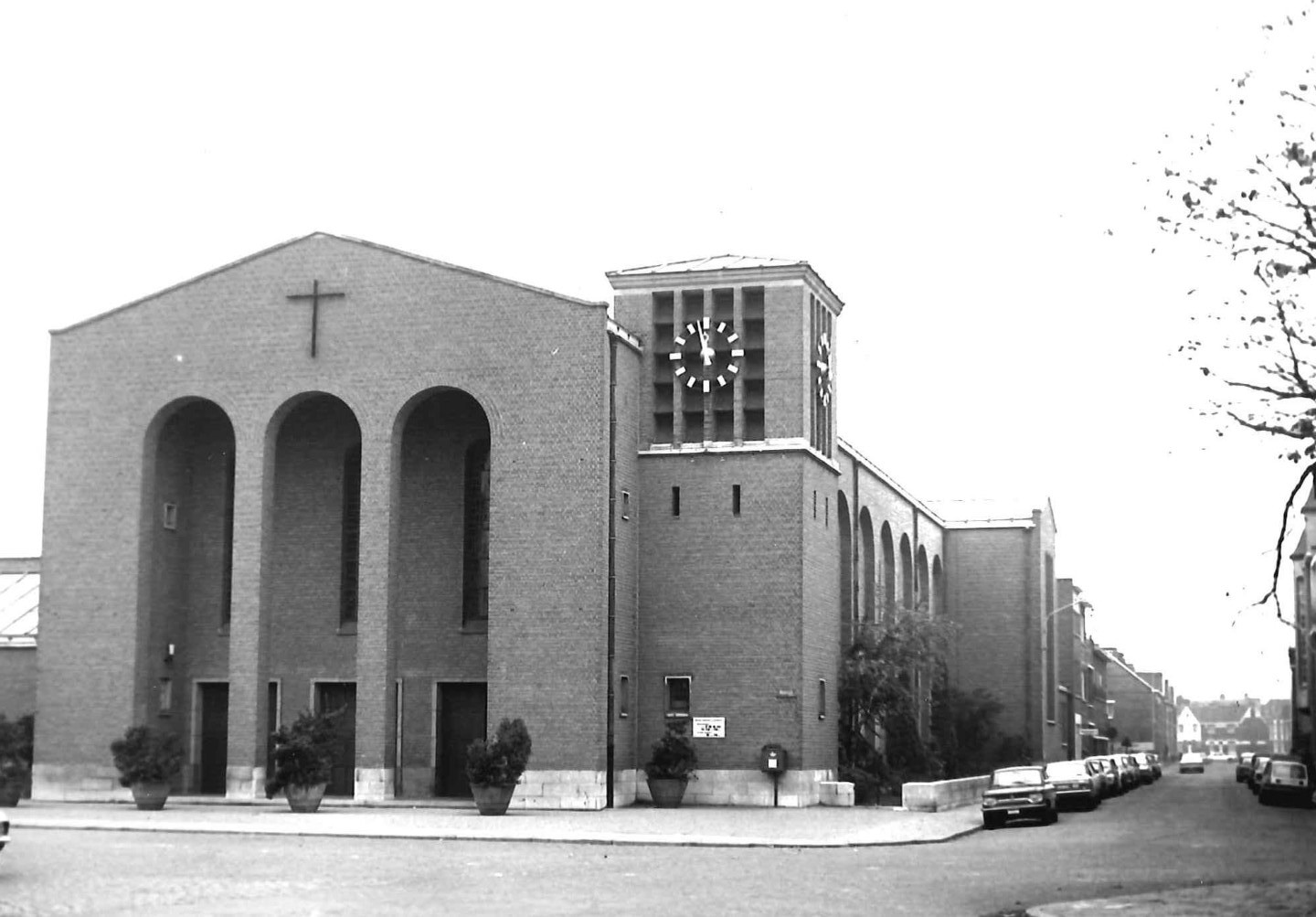
Heilig-Sacramentskerk met rechts de Geluwestraat

De Heilig-Sacramentskerk is een parochiekerk in de tot de gemeente Antwerpen behorende Berchemse wijk Groenenhoek, gelegen aan de Pervijzestraat 64.
In 1923 werd een georiënteerde noodkerk in gebruik genomen op de hoek Helderstraat/Geluwestraat door de norbertijnen (premonstratensers) uit de Abdij van Averbode. Deze noodkerk werd in 1960 vervangen door een definitieve maar niet meer georiënteerde kerk op de hoek van de Geluwestraat/Pervijzestraat, gebouwd naar ontwerp van René Van Steenbergen.
Deze bakstenen kerk werd gebouwd in een traditionalistische vormentaal, maar op een moderne wijze. Er is een naast gebouwde klokkentoren die niet hoger is dan het dak volgens de wens van de nabije luchthaven van Deurne